# Gorden-Staupitz
Gorden-Staupitz er en kommune i landkreis Elbe-Elster i den tyske delstat Brandenburg. Byen er beliggende ca. 13 km nordøst for Elsterwerda og 12 km syd for Finsterwalde.